# 集体发明物
集体发明物（英語：Collective Invention）是由比利时超现实主义画家雷內·弗朗索瓦·吉蘭馬格利特于1935年创作的。此画的尺寸的尺寸是长73公分，宽116公分，现为私人收藏品。
1934年，雷内·马格利特阅读奥地利小说家卡夫卡的《变形记》，受到书中描述的启发创作了这幅作品。该画作的内容是上半身是鱼，下半身是人的生物侧躺在海边。